# Siválik

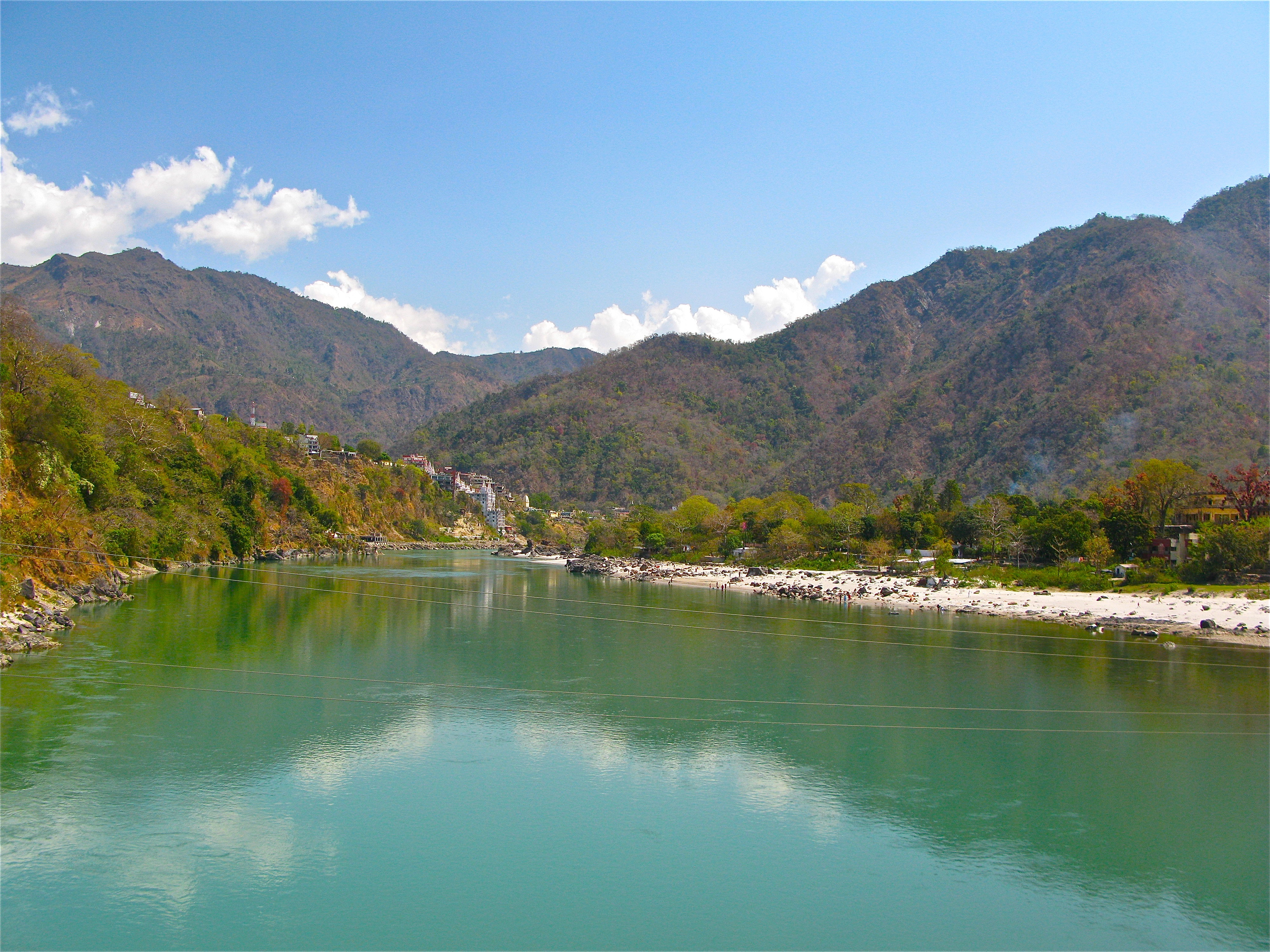
Řeka Ganga a pohoří Siválik u města Rišikeš

Siválik, též Šiválik, (hindsky शिवालिक) je pohoří, horské pásmo v severní Indii a Nepálu, které tvoří jihozápadní okraj Himálaje. Je asi 2400 km dlouhé a široké od 10 do 50 km. Průměrná výška se pohybuje od 1500 do 2000 m. Zvedá se příkře nad Indoganžskou nížinu a táhne se téměř od řeky Indus až skoro po Brahmaputru.
Z litologického a vývojového hlediska tvoří Siválik pásmo Subhimálaje.
V některých Sanskrtských textech bývá tato oblast nazývána Manak Parbat. Siválik znamená doslova Šivovy kadeře.

## Geologie

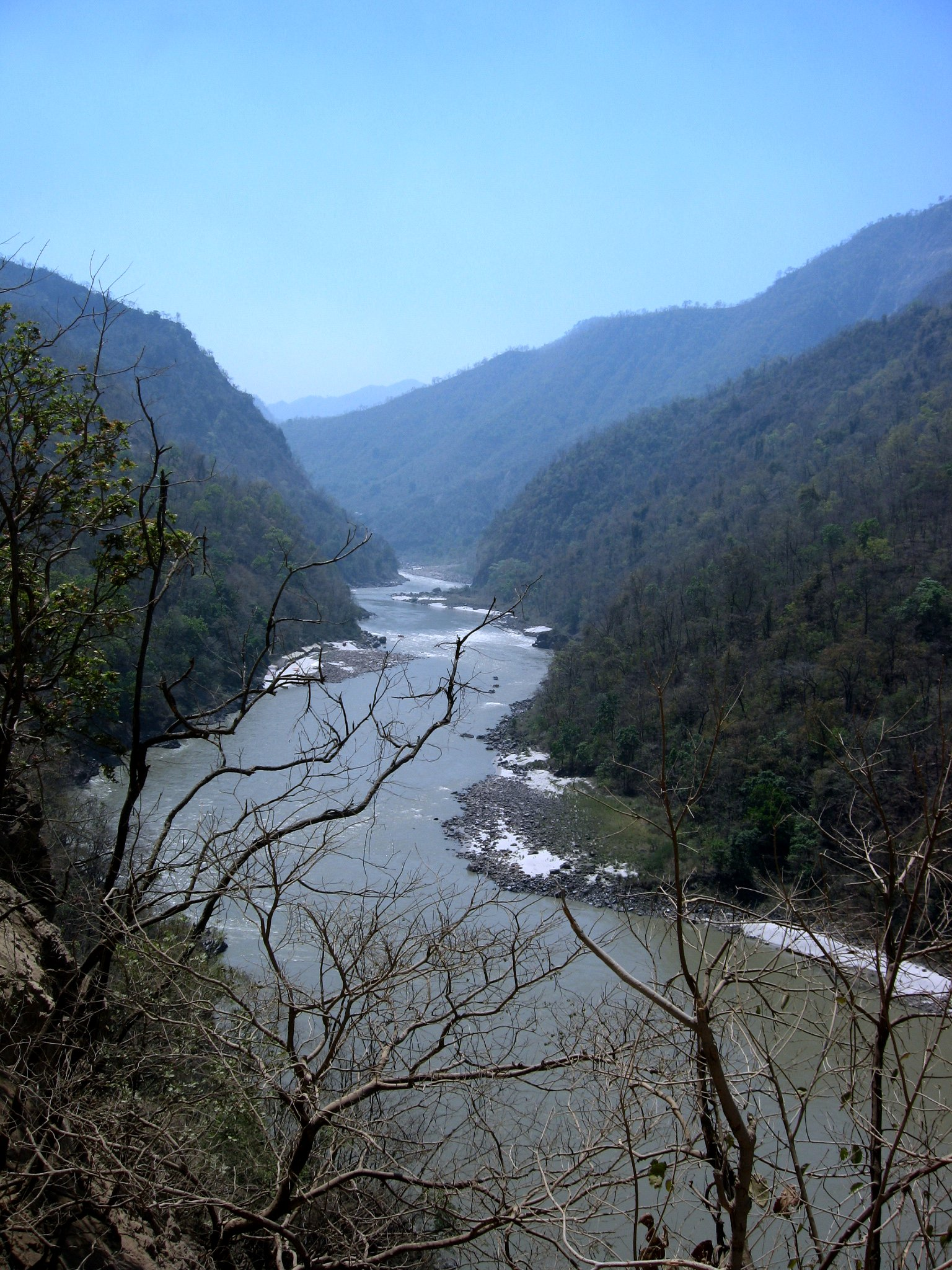
Ganga protékající Siválikem

Geologicky patří Siválik k třetihorním usazeninám vnějšího Himálaje. Tvoří je převážně pískovce a slepence, což jsou zpevněné úlomky hornin původem z rozlehlého pohoří na severu. Kvalita tohoto zpevnění však často není nejlepší. Geologicky se tak Siválik shoduje s flyšovými oblastmi Alp. Podle zbytkové magnetizace pískovce a prachovce lze usuzovat na stáří sedimentu mezi 16–5,2 milionu let, přičemž nejstarší část pohoří Siválik obnažuje řeka Ghághra v Nepálu.

## Geografie
Siválik je nejjižnější a geologicky nejmladší východo-západní horské pásmo Himálaje, které má četné vedlejší hřbety a táhne se od státu Arunáčalpradéš přes Bhútán a Západní Bengálsko dál na západ přes Nepál a Uttarákhand do Himáčalpradéše a Kašmíru. V severojižním směru se jím prořezává řada velkých řek tekoucích z Himálaje.
Severně od Siváliku se do výše 3700–4500 m prudce vypíná pásmo Malého či Nižšího Himálaje známého též jako Mahábhárat či Himáčal. Zvedá se podél linie geologických zlomů. Na mnoha místech se k sobě Siválik a Mahábhárat těsně přibližují, jinde je však dělí 10 až 20 km široká údolí.

## Prehistorie
Siválik patří k oblastem s nejbohatšími nalezišti zkamenělin velkých zvířat v Asii. Jak ukazují četné nálezy, žilo zde mnoho rozmanitých druhů zvířat. Mimo jiné se tu našly pozůstatky předků medvěda pyskatého, předchůdce žirafy sivatheria či obří pravěké želvy Megalochelys atlas.
K obyvatelům zdejší oblasti patřil také prapředek člověka Sivapithecus, dříve známý jako Ramapithecus.
Byly zde nalezeny i pozůstatky osídlení kultury Sóán z období nejstaršího paleolitu (asi 500 000–125 000 B. P. Tato kultura z období industrie Acheuléen byla pojmenována podle údolí řeky Sóán v pohoří Siválik v pákistánské provincii Pandžáb. Její příslušníci patřili k druhu člověk vzpřímený.

## Demografie
Nízká hustota osídlení Siváliku a strmých jižních svahů pohoří Mahábhárat spolu s nakažlivou malárií ve vlhkých lesích na jejich úpatí vytvořily kulturní, jazykové a politické hraniční pásmo mezi hustě osídlenou Indoganžskou nížinou na jihu a „vysočinou“ za srázy Nižšího Himálaje a dokonale od sebe izolovaly jejich obyvatelstvo, čímž umožnily jeho rozdílný vývoj co do jazyka, rasy a kultury.

## Zajímavost
Po pohoří Siválik je pojmenována Třída Shivalik víceúčelových fregat Indického námořnictva.